# Argalos
Argalos (altgriechisch Ἄργαλος Árgalos, deutsch ‚der Glänzende‘, lateinisch Argalus), der Sohn des Amyklas und der Diomede, ist in der griechischen Mythologie der sechste König von Sparta und der Bruder des Hyakinthos. Von Pausanias wird er fälschlich auch Harpalos genannt.
Er war der Vater des Dereites und des Oibalos. Nach seinem Tode wurde sein Bruder Kynortas Herrscher über Sparta.